# 羽叶丁香
羽叶丁香（学名：Syringa pinnatifolia）为木犀科丁香属的植物。分布在中国大陆的四川、陕西、内蒙古、宁夏、甘肃、青海等地，生长于海拔2,600米至3,100米的地区，见于山坡灌丛，目前尚未由人工引种栽培。
花淡紫色，叶是羽状复叶，有7到13枚小叶，叶轴有时具有狭翅。